# The Mangler 2
The Mangler 2  (bra: Pânico Virtual) é um filme americano de 2002 do gênero terror, co-escrito e dirigido por Michael Hamilton-Wright.
Filmado no Canadá durante o ano de 2001, foi lançado diretamente em VHS/DVD em 26 de fevereiro de 2002 (setembro de 2004 no Brasil).
Primeira continuação do filme "Mangler, O Grito de Terror" (1995) já sem relação alguma com a história do conto “A Máquina de Passar Roupa”, do livro de contos “Sombras da Noite” de Stephen King (apesar do que diz o cartaz do fime).
Teve uma terceira continuação, "Mangler - O Massacre" (2005).

## Sinopse
O estudante Jo Newton (Chelse Swain), adora confusão. Enquanto a maioria dos colegas está fora da cidade universitária, Jo Newton, instala o experimental vírus de computador "Mangler 2.0" no sofisticado e avançadíssimo sistema de informática do Royal Collegiate College, que fora concebido para ofercer a máxima segurança aos alunos e protegê-los de invasão de intrusos. A sua intenção era vingar-se do Reitor Bradeen e fazer uma farra com os amigos enquanto o sistema informático estivesse inoperante.
Mas a brincadeira não dar certo, quando o vírus toma posse do sistema como se estivesse "vivo" o computador adquire vontade própria e começa a matar todos aqueles que tentam destruí-lo. Usando as câmeras de vigilância como seus próprios olhos, observa todos os movimentos dos estudantes e se transforma no pior pesadelo dos estudantes: um assssino implacável e invencível decidido a trucidá-los um a um. Agora a realidade virtual significa morte virtual!

## Elenco
- Lance Henriksen  ...  Reitor Bradeen (como Lance Henricksen)
- Chelse Swain  ...  Jo Newton
- Philippe Bergeron  ...  Chef Lecours (como Phillipe Bergeron)
- Dexter Bell  ...  Will Walsh
- Daniella Evangelista  ...  Emily Stone
- Miles Meadows  ...  Corey Banks
- Will Sanderson  ...  Dan Channa
- Jeff Doucette  ...  Janitor Bob
- David Christensen  ...  Paul Cody
- Ken Camroux  ...  Mr. Newton
- Garvin Cross  ...  Mr. Vessey
- Brenda Campbell  ...  Ms. Shaw
- Shawn Reis  ...  Mr. Walsh
- David Horner  ...  Voz da The Mangler (voz)
- Elizabeth Carol Savenkoff  ... Voz do Computador Newton (voz) (como Elizabeth Savenkoff)